# Accès aux soins
L’accès aux soins peut être défini comme la facilité plus ou moins grande avec laquelle une population peut s’adresser aux services de santé dont elle a besoin.
 
L’accès est lié à la présence (ou l’absence) potentielle de barrières économiques, physiques, culturelles, géographique ou autres lors de l’utilisation de ces services.

## Facteurs structurels

### Présence médicale globale
Bien qu'un nombre de médecins élevé par habitant ne soit pas une garantie de bénéficier d'un bon accès aux soins, la qualité des soins et les autres facteurs entrant aussi en compte, il existe malgré tout une probabilité plus grande d'être bien soigné lorsque la population médicale est importante.
Les différences dans le monde sont très significatives, avec un groupe de pays riches dénombrant plus de 200 médecins pour 100 000 habitants, contre moins de 20 médecins pour 100 000 habitants en Afrique subsaharienne. Dans les extrêmes, des pays communistes ou anciennement communistes sont en première place, avec 672 médecins pour 100 000 habitants pour Cuba, 416 pour la Russie, contre 5 pour le Burkina Faso et 3 pour l'Éthiopie. La France, avec 338 médecins pour 100 000 habitants, vient en 2012 après la Norvège (416), l'Italie (380) et l'Ukraine (352), mais devance le Royaume-Uni (277) et les États-Unis (242).
À un niveau plus fin, dans les pays multi-culturels, une mauvaise représentativité de la population dans le monde médical peut constituer un facteur d'inégalité dans l'accès aux soins, pour des raisons culturelles ou linguistiques. C'est le cas aux États-Unis en 2004, où seuls 4 % des médecins sont des noirs-américains et 5 % d'origine hispanique, alors que ces groupes représentent respectivement environ 15 % et 14 % de la population.

### Répartition géographique des moyens médicaux
Le taux de personnel médical par habitant doit être pondéré par sa répartition géographique. La facilité d'accès aux soins peut être notablement plus faible dans des zones rurales ou à faible densité de population, voire dans des banlieues à forte population minoritaire. Cela concerne en premier lieu les soins spécialisés, mais aussi l'accès à des soins de première nécessité ou para-médicaux. C'est le cas en France avec l'existence de déserts médicaux, aux États-Unis, mais plus encore dans les pays offrant de faibles ressources médicales.
Parmi les populations les plus favorisées, des mécanismes d'assistance médicale et de soins à distance peuvent être mis en place : cas des soins en mer en France, permettant des diagnostics ou des conseils pour des interventions d'urgence, cas de l'Ontario au Canada, cas de l'Australie, etc.

### Moyens de transport
Les moyens de transport jouent un rôle important dans l'accès aux soins de santé, et notamment l’accès aux structures sanitaires pour les populations. En pratique, l'accès aux soins de santé peut être entravé par diverses difficultés liées aux moyens de transport :
- Des facteurs géographiques peuvent complexifier l’accès aux soins[10]. En effet, certaines zones géographiques sont enclavées, ce qui rend difficile l’accès aux structures sanitaires pour les populations.
- Des facteurs routiers peuvent complexifier l’accès aux soins, en particulier pour les personnes vivant dans les zones rurales ou isolées[11]. En effet, les temps de trajet, mais également les distances à parcourir pour accéder aux soins sont souvent plus longs en raison de l'absence de transports en commun ou de routes de qualité[12]. Ces obstacles routiers peuvent être encore plus importants pour les personnes âgées, les personnes à mobilité réduite et les personnes ayant des problèmes de santé chroniques[13]. De plus, le phénomène de désertification médicale amplifie encore davantage cette problématique liée aux facteurs routiers[14].

Une approche globale est nécessaire pour comprendre que la santé est pluridisciplinaire.

## Facteurs économiques

### Honoraires abusifs et refus de soins

#### France
En France, l'article 54 de la loi Hôpital, patients santé et territoires précise « qu'un professionnel de santé ne peut refuser de soigner une personne pour l'un des motifs visés au premier alinéa de l'article 225-1 du code pénal ou au motif qu'elle est bénéficiaire de la protection complémentaire ou du droit à l'aide prévus aux articles L. 861-1 et L. 863-1 du code de la sécurité sociale, ou du droit à l'aide prévue à l'article L. 251-1 du code de l'action sociale et des familles. » Onze ans plus tard, le décret d'application de la loi est sorti le 2 octobre 2020 précisant la procédure applicable aux refus de soins discriminatoires et aux dépassements d'honoraires abusifs ou illégaux.
Les professionnels de santé peuvent être sanctionnés dans les cas suivants :
- la discrimination dans l’accès à la prévention et aux soins ;
- des dépassements d’honoraires excédant le tact et la mesure ;
- des dépassements non conformes à la convention dont dépend le professionnel de santé ;
- l’absence d’information écrite relative au dépassement de seuils d’honoraires.